# Јоаничешти (Арђеш)
Јоаничешти (рум. Ioanicești) насеље је у Румунији у округу Арђеш у општини Појенариј де Арђеш. Oпштина се налази на надморској висини од 405 m.

## Становништво
Према подацима из 2002. године у насељу је живело 280 становника, од којих су сви румунске националности.